# Baraćeve špilje
Baraćeve špilje se nalaze oko šest kilometara istočno od Rakovice.
Ulazi u sve tri špilje na sjevernoj su strani Baraćeve Brine. U samom podnožju Brine između ulaza u špilje je izvor Baraćevac, koji s još dva manja (bez imena) tvori potok Kršlja, što se dvadesetak metara niže sjedinjuje s potokom Suvaja. Kršlja teče nekoliko kilometara kroz polje i na njegovom istočnom dijelu, nizom ponorčića, ulazi u Varićakovu špilju, gdje čini glavninu vodene mase u njenim kanalima.
Prema usmenom predanju, ime špilja potječe od nekog Baraća koji je kod ovih špilja u junačkom megdanu savladao bijesnog turskog gorostasa, te zaslužio tu čast. Postoje tri špilje, Gornja, Donja, i Nova, koja se donedavno u starijoj literaturi nazivala Trećom.

## Povijest
Prvi pisani materijali ovog područja, a time i Baraćevih špilja, mogu se naći u Povijesti kartografije na području Krajine od Marsiglie iz 1699. godine. Boraveći u tom prostoru, napravio je prve poznate topografske karte hrvatsko-turske granice u 37 sekcija i mjerilu 1:30000.
Prvi napis o ovim špiljama potječe iz 1874. godine od I. T. Buneka u djelu Die Wassernoth im Karste. Posebnu pažnju paleontoškim i arheološkim izučavanjima špilja posvećuje Mijo Kišpatić, koji to objavljuje u Vijesniku Hrvatskog arheologičkoga društva iz 1885. godine, kao i u svojoj knjizi Slike iz Geologije.
Kišpatić, potiče osnivanje Odbora za istraživanje i uređenje Baraćevih špilja, uz pomoć Ogulinske imovinske općine osnovan 20. veljače 1892. godine. Špilje su otvorene 14. kolovoza 1892. godine, dan uoči Velike Gospe.
Josip pl. Sugh u Obzoru od 4. kolovoza 1898. godine opisuje izlet u Baraćeve špilje, te Dragutin Hirtz u svojim knjigama Lika i Plitvička jezera iz 1900. godine i Prirodni zemljopis Hrvatske iz 1905. godine. U knjizi Plitvička jezera i okolina iz 1910. Dragutin Franić opisao je uređenje špilja, između ostalog spominje i Treću - Novu Baraćevu špilju, kao što je to opisao i Hirtz u svojim djelima. Paleontolog i speleolog Josip Poljak 1913. godine, zajedno s profesorom Kochom, istražuje špilje okolice Plitvičkih jezera i 1914. godine objavljuje djelo Pećine hrvatskog krša II (pećine okoliša Plitvičkih jezera, Drežnika i Rakovice). Istraživanja su izvedena u okviru “Prirodoslovnog istraživanja Hrvatske i Slavonije”, a naručio ih je Matematičko-prirodoslovni razred JAZU-a u Zagrebu. Prvi su put tada objavljeni nacrti i fotografije Baraćevih špilja - Gornje i Donje. Prema opisu špilja može se zaključiti da su već tada bile zapuštene - polomljene sige, srušen zid, razbacane kosti.
Posljednji napis o špiljama prije 2. svjetskog rata napisao je Ivan Krajača, planinara i istraživač. On je u svibnju 1925. godine posjetio Baraćeve špilje i taj posjet opisao u Hrvatskom planinaru br. 7 iz iste godine. Iz napisa se vidi da je ondje bio s jednim mještaninom iz Kršlje, te da se o špiljama u to vrijeme nitko nije brinuo. Po riječima Krajačeva pratitelja, prije nepunih trideset godina špilje su bile masovno posjećivane.
Špilje se ponovno spominju poslije 2. svjetskog rata, u napisu speleologa i hidrogeologa Srećka Božičevića u Našim planinama br. 4 iz 1956. godine (članak Planinari u Hrvatskoj i speleologija), te na Drugom jugoslavenskom speleološkom kongresu u Splitu 1958. godine, kada Božičević objavljuje rad Zaštita pećina u Hrvatskoj i njihovo uređenje u turističke svrhe. Akademik Mirko Malez u ljetopisu JAZU-a iz 1960. godine objavljuje rad pod naslovom Paleontološka istraživanja i speleološka rekognosciranja u 1959. godini. O Baraćevim špiljama piše i naš speleološki “povjesničar” Vladimir Božić, koji objavljuje Baraćeve špilje nekad i danas u Speleologu iz 1983. godine.
U sklopu sustavnog istraživanja Like 1960. godine, speleolozi zagrebačkoga SOPD-a “Željezničar” pod vodstvom Ivice Posarića istražuju špilje. Godine 1971., također jedna skupina speleologa iz “Željezničara” ih fotografira, a tijekom 1972. detaljno istražuje i nanovo topografski snima. Poslije tih istraživanja, u Baraćeve špilje je do tada došlo samo nekoliko pojedinaca.
Ponovno zanimanje za Baraćeve špilje i cjelokupno područje općine Rakovica u speleološkom pogledu naglo raste 1983. godine, kada na tom terenu speleolozi SOPSD-a “Velebit” otkrivaju veliki špiljski sustav Panjkov ponor - Varićakova špilja (Muškinja, Ponor Kršlje…). Istraživanjima se priključuju i speleolozi DISKF-a, čiji se rad uglavnom odnosi na Varićakovu špilju, područje Mašvine (Volovska jama, Kojina jama i još nekoliko manjih jama i špilja na Mašvini, te izvori na strani prema rijeci Korani - Crno vrelo, Zečevac itd.), na područje Lipovače, izvore i špilje u Staroj Kršlji, te na ronjenje u sustavu Panjkov ponor - Varićakova špilja (I Glavni sifon; ponavljanje Sifona izgubljenog užeta nekoliko puta, Zeleni sifon - Crno vrelo).
U tom razdoblju ekipa “Velebita” pod vodstvom Marijana Čepelaka temeljito speleološki i hidrogeološki istražuje šire područje općine Rakovica. Odnose speleoloških objekata i cjelokupne hidrografije i hidrogeologije tog područja, te opis svih istraživanja, Marijan Čepelak detaljno objavljuje u Našim planinama u broju 7/8 iz 1984. i Speleologu br. 30/31 iz iste godine. U napisu u Našim planinama piše o posjetu i istraživanju Baraćevih špilja, da su napravili novi topografski nacrt Donje i Gornje špilje, te ustanovili njihov odnos u prostoru.

## Novija povijest
Poslije Drugog svjetskog rata Baraćeve špilje gotovo da su turistički bile zaboravljene. Odlukom Općinskog vijeća Općine Rakovica od 31. kolovoza 1999. godine, pokrenuta je inicijativa i formiran je Odbor za revitalizaciju Baraćevih špilja. U Odbor su bili imenovani Franjo Franjković, Mira Bićanić, Tihomir Kovačević, Mladen Garašić, Juraj Božičević, Matija Franković, Antonija Dujmović, Nikola Magdić i Ivan Bertović. Odbor je donio neke zaključke, među kojima i da je nosilac cijelog programa revitalizacije špilja Općina Rakovica.
U međuvremenu je u organizaciji speleološkog društva Dinaridi - Društva za istraživanja i snimanja krških fenomena (DDISKF) održano nekoliko velikih međunarodnih speleoronilačkih ekspedicija, otkriveno je i istraženo dosta novih speleoloških objekata u blizini Baraćevih špilja. Uređen je prvi dom svih speleologa Republike Hrvatske u Novoj Kršlji, Gornja i Donja špilja zatvorene su rešetkastim željeznim vratima, uređen je okoliš izvora Baraćevac, te je Gornja Baraćeva špilja elektrificirana i otvorena za turističke posjete. Nanovo je otkrivena i treća - Nova špilja koja je do ponovnog otkrića imala erozijom zatrpan ulaz. Izrađeni su novi topografski nacrti svih triju Baraćevih špilja. 
31. srpnja 2020. na ovoj lokaciji su se otvorile pješačke staze koje slijede korake vuka, risa i medvjeda kao nova turistička atrakcija.

## Nagrade
U okviru ekološko-edukativne akcije Volim Hrvatsku Hrvatska turistička zajednica i Turistička zajednica Karlovačke županije dodijelile su priznanje Zeleni cvijet s brončanim znakom Javnoj ustanovi Rakovica za Baraćeve špilje za kvalitetu i obogaćivanje turističke ponude. 

## Vanjske poveznice
- Službena stranica Baraćevih špilja